# ゴメラヴィア
ホメラヴィア（Gomelavia、ロシア語読みではゴメラヴィア）はベラルーシの航空会社。ホメリのホメリ空港をハブとしている。

## 概要
ホメラヴィアは1996年に設立され、ベラルーシ国内やロシアなどに路線を展開している。就航都市は以下の通り。
- ベラルーシ
  - ホメリ
  - ミンスク
  - マヒリョフ
  - フロドナ
- ロシア
  - モスクワ
  - カリーニングラード
- ドイツ
  - ガイレンキルヘン

機材は旧ソ連のアントノフAn-24を3機とイリューシンIl-76を1機使用している。